# 西部 (專輯)
《西部》（英語：Forgotten West）
是台灣歌手廖士賢的第四張個人創作專輯，繼上一張台語專輯《門》之後，又一全台語創作的專輯，以詩入歌講究韻腳，於2018年12月發行，一共收錄8首歌曲。2019年，此張專輯榮獲中華音樂人交流協會2018年度十大專輯，並入圍第30屆金曲獎年度專輯獎、最佳台語專輯獎、最佳台語男歌手獎以及最佳編曲人獎（尊室安），共計四項大獎，最終奪下最佳台語專輯獎以及最佳編曲人獎。

## 創作背景
|          | 也許 西部的路較不平 但 外頭的路洞更多。 |
| ——廖士賢 |                                         |

《西部》是首張以台灣西部海口地帶為創作體裁的概念音樂專輯，音樂的表現與故事背景重重圍繞在台灣西部沿海場景。
創作者廖士賢在接受端傳媒專訪時表示：「台語民謠、台語搖滾、台語電音、台語抒情等都有人做，但我想要看台語音樂發展的可能性，是否可走向另一階段？不分類別、更總和、能完全傳達內在體驗的音樂，才是我想建造的價值。」他也說：「台語才是最接近我靈魂狀態的語言，會以寫台語詩或台語散文的方式創作，拿捏詞句和美感。」
《西部》邀請越籍法國作曲家兼鋼琴家尊室安編曲，兩人在多年前合作公共電視人生劇展配樂而相識，廖士賢覺得他跟尊室安都想要呈現音樂總和過後的全新樣貌，兩人聯手是氣味相乘，像是香蕉加上巧克力，有不可思議的特殊質地。他強調「我並沒有想要站在制高點上，我的創作的確是非主流，但我還想引起更多共鳴，所以旋律簡單，歌詞也不會太繁複，我想要音樂的特殊性可以離市場更近一點
。」

## 歌曲簡介
創作者廖士賢說：「我把台灣西部元素詩意化，這張專輯的每一首歌，都有一個背後的故事，包含風土人情，我用歌曲把它們表現出來。」
廖士賢表示第一首歌〈遙遠的所在〉表達一種想要抵達心中烏托邦所在的渴望。第二首歌〈俗花〉描述舞台車的鋼管女郎所綻放的驕傲姿態，跟任何人的專業沒有兩樣，她們很清楚自己在做什麼，無需被獵奇對待。第三首歌〈西索米亞〉講述台灣喪葬文化，歌者以亡者角度，對在世的親人溫柔叮嚀，西索米亞意謂西索米呀，「亞」這個字也象徵著另一世界。第四首歌〈轉〉描述宮廟文化起駕扶鑾，藉由請神附身的意象，表達人想要自我突破及心靈轉化的過程
。
第五首歌〈烌烌〉清晰重現鄉村勞力的畫面，也感嘆人口外流的現象。「烌烌」二字既是形容詞，也像動詞。
第六首歌〈掖網〉描繪在時間長河中，每個人都像是行船撒網捕夢者，掖網即撒網之意，「網」與「夢」的台語同音。第七首歌〈阿強〉講述黑道兄弟的不歸路命運，母親在嘉南平原遍尋不著阿強的身影，最後只能撒一把土銘記在心。第八首歌〈泅〉談論的是我們都在同一塊土地同一個島上，應該去除各自的偏見與傲慢，然後和平共處。

## 裝禎設計
總企劃張四十三、製作人廖士賢、設計師吳建龍用包裝結構去呈現那條令我們感到近鄉情怯的路，在設計的脈絡中可以感受西部。
專輯有一行極為細小的字：「本專輯適合在西濱快速道路台61線鹿港到台西路段行駛播放。」

## 曲目
| 曲目     | 曲目                   | 曲目     | 曲目                   | 曲目  |
| 曲序     | 曲目                   | 编曲     | 备注                   | 时长  |
| -------- | ---------------------- | -------- | ---------------------- | ----- |
| 1.       | 遙遠的所在（Styx）     | 尊室安   | 獲法國影展參展         | 8:13  |
| 2.       | 俗花（Alma）           | 尊室安   | 阿尼默《情批》動畫音樂 | 5:43  |
| 3.       | 西索米亞（To Mourner） | 柯智豪   |                        | 5:22  |
| 4.       | 轉（The Psychic）      | 尊室安   |                        | 6:19  |
| 5.       | 烌烌（Dust Town）      | 柯智豪   |                        | 4:33  |
| 6.       | 掖網（Chaser）         | 廖士賢   |                        | 4:47  |
| 7.       | 阿強（Lost Guy）       | 尊室安   |                        | 5:48  |
| 8.       | 泅（We Are The Same）  | 尊室安   |                        | 5:44  |
| 总时长： | 总时长：               | 总时长： | 总时长：               | 46:29 |

## 音樂錄影帶
| 歌名       | 導演 | 上傳日期      | 平台                | 連結                      |
| ---------- | ---- | ------------- | ------------------- | ------------------------- |
| 遙遠的所在 | 張家 | 2019年3月23日 | YouTube角頭音樂頻道 | YouTube上的《遙遠的所在》 |
| 阿強       | 張家 | 2019年6月10日 | YouTube角頭音樂頻道 | YouTube上的《阿強》       |

## 獎項肯定
| 年份   | 頒獎典禮           | 獎項             | 作品                 | 結果 |
| ------ | ------------------ | ---------------- | -------------------- | ---- |
| 2019年 | 中華音樂人交流協會 | 2018年度十大專輯 | 《西部》             | 獲獎 |
| 2019年 | 第30屆金曲獎       | 年度專輯獎       | 《西部》             | 提名 |
| 2019年 | 第30屆金曲獎       | 最佳台語男歌手獎 | 《西部》             | 提名 |
| 2019年 | 第30屆金曲獎       | 最佳台語專輯獎   | 《西部》             | 獲獎 |
| 2019年 | 第30屆金曲獎       | 最佳編曲人獎     | 尊室安〈遙遠的所在〉 | 獲獎 |
| 2019年 | 第10屆金音獎       | 最佳創作歌手獎   | 《西部》             | 獲獎 |

## 外部連結
- YouTube上的《遙遠的所在 Styx》
- YouTube上的《阿強 Lost Guy》